# Crytea plagiceps
Crytea plagiceps är en stekelart som först beskrevs av Joseph Kriechbaumer 1894.  Crytea plagiceps ingår i släktet Crytea och familjen brokparasitsteklar. Inga underarter finns listade i Catalogue of Life.